# Gloria Usieta
Gloria Usieta (19 de junho de 1977) é uma ex-futebolista nigeriana que atuava como meia.

## Carreira
Gloria Usieta integrou o elenco da Seleção Nigeriana de Futebol Feminino, nas Olimpíadas de 2000. 